# Pipestone Creek (Wapiti River)
Der Pipestone Creek ist ein 18,5 km langer linker Nebenfluss des Wapiti River in der kanadischen Provinz Alberta. Als „pipestone“ wird gewöhnlich Catlinit, ein Tonstein, der auch zur Herstellung von Friedenspfeifen benutzt wurde, bezeichnet.

## Flusslauf
Der Pipestone Creek verläuft in der County of Grande Prairie No. 1 etwa 20 km westlich der Stadt Grande Prairie und etwa 90 km östlich der kanadischen Rocky Mountains im nördlichen Westen von Alberta. Er entspringt 2 km westlich der Kleinstadt Wembley. Er fließt anfangs in südlicher Richtung durch eine stark landwirtschaftlich genutzte ebene Landschaft. Nach etwa 1,4 km nimmt er einen größeren von Westen kommenden Nebenfluss auf. Anfangs wird der Pipestone Creek von Auenwald eingerahmt, später von einem Waldgebiet. Etwa ab Flusskilometer 7 wendet sich der Pipestone Creek nach Südosten. Er durchfließt eine kleine bewaldete Schlucht und mündet schließlich in den Wapiti River. Am linken Flussufer unmittelbar an der Mündung befindet sich der „Pipestone Creek Campground“, ein vom County betriebener Campingplatz.

## Fossilfundstelle „Pipestone Creek Bonebed“
Die Fossilfundstelle „Pipestone Creek Bonebed“ (⊙) befindet sich am linken Flussufer des Pipestone Creek etwa einen Kilometer oberhalb dessen Mündung in den Wapiti River. Es handelt sich um einen der größten und dichtesten Fundplätze fossiler Dinosaurier-Gebeine in Kanada. Mehr als 7000 Proben der endemisch vorkommenden Art Pachyrhinosaurus lakustai Currie et al., 2008 wurden dort gefunden. Es werden im Durchschnitt 100–300 Fossilstücke pro Quadratmeter geborgen. Es wird angenommen, dass sich die Fossillagerstätte bis auf eine Entfernung von einem Kilometer vom gegenwärtigen Ausgrabungsort erstreckt. Die Fundstelle wurde 1973 von einem in der Nähe lebenden Lehrer für Naturwissenschaften entdeckt. Stratigraphisch befindet sich die Fundstelle in der Einheit 4 der Wapiti Formation (Campanium, in der Oberkreide, vor etwa 73 Millionen Jahren). Die Fossillagerstätte fällt in die sogenannte „the Bearpaw Gap“, eine Zeit während welcher das südliche Alberta von einem westlichen Binnenmeer (Western Interior Sea) bedeckt war, während das nördliche Alberta nicht von Wasser bedeckt war. Die Fundstelle bietet einen bedeutenden Einblick in die Paläobiologie, Ontogenie und Paläoökologie der Dinosauriergattung Pachyrhinosaurus im Speziellen und der Gruppe der Ceratopsia im Allgemeinen. Die Fossilien werden im nahe gelegenen Philip J. Currie Dinosaur Museum in Wembley ausgestellt.